# Mistrzostwa Świata w Biathlonie 2024 – sztafeta kobiet
Sztafeta kobiet na Mistrzostwach Świata w Biathlonie 2024 odbyła się 17 lutego w Novym Měscie. Była to dziewiąta konkurencja podczas tych mistrzostw. Wystartowało w niej 21 reprezentacji, z których 7 nie ukończyło rywalizacji. Tytułu mistrzyń świata nie obroniły Włoszki, które tym razem zajęły jedenaste miejsce. Nowymi mistrzyniami świata zostały Francuzki, srebro zdobyły Szwedki, a trzecie miejsce zajęły Niemki.
Polska sztafeta zajęła szóstą pozycję.

## Wyniki
| Miejsce | Nr | Reprezentacja                                                                          | Czas                                      | Kary (L+S)                               | Strata    |
| ------- | -- | -------------------------------------------------------------------------------------- | ----------------------------------------- | ---------------------------------------- | --------- |
| 01 !    | 2  | Francja · Lou Jeanmonnot · Sophie Chauveau · Justine Braisaz-Bouchet · Julia Simon     | 1:15:00,8 17:33,5 19:54,9 18:00,7 19:31,7 | 1+4 1+7 0+0 0+0 1+3 1+3 0+0 0+1 0+1 0+3  | —         |
| 02 !    | 3  | Szwecja · Anna Magnusson · Linn Persson · Hanna Öberg · Elvira Öberg                   | 1:15:39,1 17:58,0 19:08,4 18:40,6 19:52,1 | 0+2 1+10 0+0 0+2 0+1 0+3 0+1 0+2 0+0 1+3 | +38,3     |
| 03 !    | 4  | Niemcy · Janina Hettich-Walz · Selina Grotian · Vanessa Voigt · Sophia Schneider       | 1:16:15,0 18:00,3 19:05,9 19:14,4 19:54,4 | 0+5 0+4 0+0 0+0 0+3 0+0 0+1 0+1 0+1 0+3  | +1:14,2   |
| 4       | 14 | Estonia · Regina Ermits · Tuuli Tomingas · Susan Külm · Johanna Talihärm               | 1:16:40,9 17:54,3 18:48,6 19:15,0 20:43,0 | 0+5 0+6 0+1 0+0 0+0 0+2 0+1 0+1 0+3 0+3  | +1:40,1   |
| 5       | 8  | Ukraina · Iryna Petrenko · Julija Dżima · Anastasija Merkuszyna · Chrystyna Dmytrenko  | 1:17:09,6 18:21,4 19:04,3 19:33,1 20:10,8 | 0+2 0+8 0+0 0+1 0+2 0+3 0+0 0+3          | +2:08,8   |
| 6       | 10 | Polska · Natalia Sidorowicz · Anna Mąka · Kamila Cichoń · Joanna Jakieła               | 1:17:15,4 18:21,1 19:08,4 20:31,2 19:14,7 | 0+1 0+2 0+0 0+1 0+1 0+0 0+0 0+0          | +2:14,6   |
| 7       | 7  | Czechy · Tereza Voborníková · Lucie Charvátová · Markéta Davidová · Jessica Jislová    | 1:17:23,5 17:58,1 19:43,6 19:07,5 20:34,3 | 0+4 2+8 0+0 0+0 0+2 1+3 0+2 0+2 0+0 1+3  | +2:22,7   |
| 8       | 9  | Austria · Tamara Steiner · Anna Gandler · Lisa Hauser · Anna Juppe                     | 1:17:35,2 18:32,6 18:43,3 18:48,4 21:30,9 | 2+4 0+5 0+0 0+1 0+1 0+1 2+3 0+2          | +2:34,4   |
| 9       | 6  | Szwajcaria · Elisa Gasparin · Amy Baserga · Aita Gasparin · Lena Häcki                 | 1:18:30,1 18:50,0 19:30,0 19:32,2 20:37,9 | 0+1 3+5 0+0 0+0 0+0 0+1 0+1 3+3          | +3:29,3   |
| 10      | 1  | Norwegia · Karoline Knotten · Juni Arnekleiv · Ida Lien · Ingrid Landmark Tandrevold   | 1:18:43,6 17:49,9 19:12,2 20:07,6 21:33,9 | 0+6 5+10 0+1 0+1 0+2 0+3 0+1 2+3 0+2 3+3 | +3:42,8   |
| 11      | 5  | Włochy · Samuela Comola · Dorothea Wierer · Rebecca Passler · Lisa Vittozzi            | 1:19:50,7 19:59,1 19:54,5 19:56,5 20:00,6 | 0+4 2+5 0+1 2+3 0+1 0+2 0+1 0+0          | +4:49,9   |
| 12      | 18 | Kanada · Emma Lunder · Nadia Moser · Benita Peiffer · Emily Dickson                    | 1:20:08,8 19:05,7 19:43,4 20:22,0 20:57,7 | 0+6 0+7 0+3 0+2 0+2 0+0 0+0 0+2 0+1 0+3  | +5:08,0   |
| 13      | 11 | Słowenia · Lena Repinc · Polona Klemenčič · Ziva Klemenčič · Anamarija Lampič          | 1:20:37,2 19:12,2 19:35,6 21:45,3 20:04,1 | 0+4 3+8 0+3 0+0 0+0 0+2 0+0 1+3 0+1 2+3  | +5:36,4   |
| 14      | 21 | Belgia · Lotte Lie · Maya Cloetens · Eve Bouvard · Marine Debloem                      | 1:21:08,8 18:16,8 19:06,5 19:50,4 23:55,1 | 1+5 0+8 0+1 0+1 0+0 0+1 0+1 0+3 1+3 0+3  | +6:08,0   |
| 15      | 17 | Łotwa · Sanita Bulina · Baiba Bendika · Annija Sabule · Sandra Bulina                  | LAP 18:59,6 19:12,9 21:35,9               | 2+8 0+2 0+0 0+2 0+2 0+1 0+1 2+3          | +9:99,3 ! |
| 16      | 19 | Bułgaria · Łora Hristowa · Walentina Dimitrowa · Maria Zdravkowa · Stefani Jołowa      | LAP 18:51,5 19:43,6 21:18,6               | 1+10 0+2 0+1 0+3 0+0 0+2 0+3 1+3         | +9:99,4 ! |
| 17      | 12 | Finlandia · Suvi Minkkinen · Darja Wirołajnen · Venla Lehtonen · Noora Kaisa Keränen   | LAP 18:17,1 22:15,1 20:14,3               | 1+5 0+0 0+0 1+3 1+3 0+1 0+3 0+1          | +9:99,5 ! |
| 18      | 16 | Kazachstan · Galina Wiszniewska · Olga Połtoranina · Polina Jegorowa · Alina Skripkina | LAP 19:27,2 20:45,6                       | 0+0 0+1 0+1 0+3                          | +9:99,6 ! |
| 19      | 20 | Korea Południowa · Jekatierina Awwakumowa · Choi Yoon-ah · Ko Eun-jung · Jung Ju-mi    | LAP 19:09,3 21:46,1                       | 0+0 0+2 0+1 0+2                          | +9:99,7 ! |
| 20      | 13 | Słowacja · Zuzana Remeňová · Anastasiya Kuzmina · Júlia Machyniaková · Mária Remenová  | LAP 20:41,0 21:18,5                       | 2+3 0+1 0+3 2+3 0+0 0+3                  | +9:99,8 ! |
| 21      | 15 | Stany Zjednoczone · Chloe Levins · Deedra Irwin · Jackie Garso · Tara Geraghty-Moats   | LAP 21:06,9 20:46,8                       | 0+2 2+3 1+3 0+1 0+3                      | +9:99,9 ! |